# 向井湘吾
向井 湘吾（むかい しょうご、1989年 - ）は、日本の小説家。

## 経歴
神奈川県立湘南高等学校在学中から日本数学オリンピック出場などを果たしていたが、作家志望のため文系コースに進む。東京大学では体育会剣道部に所属。剣道五段。出版社勤務を経て、『お任せ！数学屋さん』で第2回ポプラ社小説新人賞を受賞。
小説のほか、エッセイアンソロジー『3時のおやつ ふたたび』（ポプラ社ポプラ文庫）にエッセイ「水ようかん」を寄稿している。

## 小説

### お任せ！数学屋さん
- 『お任せ！数学屋さん』[集 2] （ポプラ社、2013年）ISBN 978-4591134948
  - 【文庫版】『お任せ！数学屋さん』[集 3] （ポプラ社 ポプラ文庫、2015年）ISBN 978-4591144886
- 『お任せ！数学屋さん2』[集 4] （ポプラ社、2014年）ISBN 978-4591141724
  - 【文庫版】『お任せ！数学屋さん2』[集 5] （ポプラ社 ポプラ文庫、2016年）ISBN 978-4591149867
- 『お任せ！数学屋さん3』[集 6] （ポプラ社、2015年）ISBN 978-4591146958
  - 【文庫版】『お任せ！数学屋さん3』[集 7] （ポプラ社 ポプラ文庫、2016年）ISBN 978-4591156582

### トリプル・ゼロの算数事件簿
- 『トリプル・ゼロの算数事件簿』[集 8] （ポプラ社 ポプラポケット文庫、2015年）ISBN 978-4591145104
- 『トリプル・ゼロの算数事件簿ファイル2』[集 9] （ポプラ社 ポプラポケット文庫、2015年）ISBN 978-4591147276
- 『トリプル・ゼロの算数事件簿ファイル3』[集 10] （ポプラ社 ポプラポケット文庫、2016年）ISBN 978-4591150818
- 『トリプル・ゼロの算数事件簿ファイル4』[集 11] （ポプラ社 ポプラポケット文庫、2016年）ISBN 978-4591152713
- 『トリプル・ゼロの算数事件簿ファイル5』[集 12] （ポプラ社 ポプラポケット文庫、2017年）ISBN 978-4591154533
- 『トリプル・ゼロの算数事件簿ファイル6』[集 13] （ポプラ社 ポプラポケット文庫、2017年）ISBN 978-4591156391
- 『トリプル・ゼロの算数事件簿ファイル7』[集 14] （ポプラ社 ポプラポケット文庫、2018年）ISBN 978-4591158692

### 算額タイムトンネル
- 『算額タイムトンネル』[集 15] （講談社 講談社タイガ、2017年）ISBN 978-4062941006
- 『算額タイムトンネル2』[集 16] （講談社 講談社タイガ、2018年）ISBN 978-4065121641

### 時空レスキュー鉄火!
- 『時空レスキュー鉄火! ねらわれた万有引力』[集 17] （ポプラ社 ポプラキミノベル、2021年）ISBN 978-4591169674
- 『時空レスキュー鉄火! まどわしの百鬼夜行』[集 18] （ポプラ社 ポプラキミノベル、2021年）ISBN  978-4591171110

### シリーズ以外
- 『かまえ!ぼくたち剣士会』[集 19]（ポプラ社、2014年）ISBN 978-4591139950
- 『リケイ文芸同盟』[集 20] （幻冬舎、2015年）ISBN 978-4344027282
  - 【文庫版】『リケイ文芸同盟』[集 21] （幻冬舎 幻冬舎文庫、2016年）ISBN 978-4344425385
- 『「電脳マジョガリ」狩り』（中央公論新社、2016年）ISBN 978-4120048531
  - 【文庫版・改題】『ネットリンチ 悪意の凝縮』[集 22] （中央公論新社 中公文庫、2019年）ISBN 978-4122067271
- 『ショダチ! 藤沢神明高校 でこぼこ剣士会』[集 23]（ポプラ社、2017年）ISBN 978-4591154564
- 『われら滅亡地球学クラブ』[集 24] （幻冬舎 幻冬舎文庫、2021年）ISBN 978-4344430822
- 『予備校のいちばん長い日』[集 25] （小学館 小学館文庫、2022年）ISBN 978-4094071504

### アンソロジー
- 「指数犬」 - 『みんなの少年探偵団』[集 26] （ポプラ社、2014年）ISBN 978-4591141717
  - 【文庫版】『みんなの少年探偵団』[集 27] （ポプラ社 ポプラ文庫、2016年）ISBN 978-4591152720
- 「トリプル・ゼロの算数事件簿特別ミッション びっくり!手品で争いを解決せよ!」- 『ココロときめくアンソロジー キラキラ!』所収[集 28] （ポプラ社、2015年）ISBN 978-4591145944
- 「子どもでも大人でも、男でも女でもない」 - 『そしてぼくらは仲間になった』所収[集 29] （ポプラ社、2018年）ISBN 978-4591160374
- 「盗まれたゼロ」 - 『数は無限の名探偵』所収（朝日新聞出版 ナゾノベル、2022年）ISBN 978-4-02-332230-1

## リンク
- 向井湘吾 (@Shogo_Mukai) - X（旧Twitter）
- ポプラ社小説新人賞第二回受賞